# 高嶋ちさ子
高嶋 ちさ子（たかしま ちさこ、1968年〈昭和43年〉8月24日 - ）は、日本のバイオリニスト、タレント。血液型はA型。身長158cm。東京都渋谷区出身。本名：盛田 知佐子（） 、旧姓：髙嶋（）。

## 芸能活動
1995年、チェリストの大藤桂子とストリングスデュオ「CHOCOLATE FASHION」（チョコレート・ファッション）を結成。同年5月24日、EMIミュージック・ジャパンからアルバム「チョコレート・ファッション1」でCDデビュー。1998年までにアルバム5枚、シングル3枚をリリースした。
1996年、ソロ活動開始。
1997年、フジテレビアナウンサーの軽部真一と共に『めざましクラシックス』を立ち上げ。
高嶋が演奏する楽曲がオープニング曲として使用されていた『金子柱憲・高田純次ゴルフの王道』（テレビ東京）に出演した際、高田純次から誘いを受けて、高田が所属していた事務所に入ることになり芸能活動を本格化させていった。

## 人物
東京都渋谷区出身。
6歳からヴァイオリンを習い始めた。
青山学院初等部、青山学院中等部、桐朋女子高校音楽科、桐朋学園大学音楽学部卒業。
子供時代のあだ名は「悪魔」、「Devil」。
周囲に厳しい性格として知られる。元々、口が悪かったが（ちさ子曰く「おばあちゃんも口が悪かった」）姉にひどい言葉を浴びせたり、いじめをする人々に反論、抗議をしている内に短気な性格になってしまった。
自他ともに認めるドラえもんファン（ドラフリーク）で、てんとう虫コミックス全45巻を3セット持っており、イェール大学留学中には、映画を観るため一年に一度必ず帰国していた。
一番好きな登場人物は骨川スネ夫で、人をからかったり、自慢話をしたり、意味もなくいじわるをする点が自分と共通しているからだという。

### 親族
父・髙嶋弘之は東芝EMIの元ディレクターで、ビートルズを日本に紹介した人物。その兄（伯父）が俳優の高島忠夫（妻は女優の寿美花代）で、伯父夫妻の次男・三男である俳優の髙嶋政宏・政伸兄弟は従兄。
兄弟姉妹は、知的障害（ダウン症）のある6歳年上の姉・髙嶋未知子と、年子の兄・髙嶋太郎がいる 。
1999年、盛田正明の次男で盛田昭夫の甥・盛田賢司と交際3ヶ月で結婚。
2007年2月6日に長男を、2009年5月18日に次男を出産。
妊娠7か月となる2006年11月上旬まで、身重ながら、妊娠以前より受けた依頼を果たすため仕事を続けていた。日程が出産間近に予定されていたコンサートは約半年の延期となった。医師からは自然分娩での出産を勧められたが、陣痛に耐える自信が無かったため帝王切開を希望した。話し合いの結果、麻酔を使用する無痛分娩を選択することになったが、麻酔が効かず、分娩が始まらなかったため、最終的には帝王切開による出産となった。

### 親友
親友にモデルの亜希、アナウンサーの木佐彩子、チェリストの水谷川優子などがいる。
亜希は、かつて高嶋と同じマンションに住んでいたことがきっかけで、高嶋と家族ぐるみの関係になった。
木佐との出会いは、アメリカ在住時に同じくアメリカに在住中だった木佐が自身の古巣のフジテレビの同僚だった西山喜久恵からの紹介で、高嶋に声を掛けたことがきっかけで仲良くなった。
水谷川は高校の同級生で、対照的な性格の高嶋と意気投合し、高校時代からの仲である。

### ゲーム機バキバキ事件
東京新聞コラムにて「長男が『平日にゲーム機で遊ぶのは禁止』とのルールを破ったため、6歳の次男のものと合わせて2台をバキバキにした」というエピソードを紹介し、真っ二つになったニンテンドー3DSの写真も紙面に掲載された。これに対し「子供への虐待」などとネット上で批判が相次いだ。この件に関して、後日週刊誌『週刊文春』で「カッとなって壊したのではなく、あくまで子供達との『約束』だった」「実は、事前にいろいろと調べておいたんです。折る時はテコの原理で（蝶つがいの部分を）真っ二つにしましたが、ソフトは一切傷つけないように注意しました」「私が壊したものも、（壊してから）2か月後のクリスマスに『サンタさんから』と言って二人のところに戻しました」などと釈明したものの、高嶋が「ゲーム機バキバキ」をリアルタイムで報告したと思われる15年10月のツイートが発掘され、高嶋の上記の釈明と矛盾する「折ったら修理できると思っていなかった」と読める趣旨のツイートや「これで直したら本当の馬鹿親ですよね」と返信がなされており、「後付感満載だな」「苦しすぎる言い訳」といったコメントが寄せられている。
松本人志（ダウンタウン）はこの件について「例えば僕の子どもがバイオリンを（約束を守らずに）弾いてて、バイオリンを『バキバキ』にしたら、この人は何て言うんでしょうね」「ゲーム機を一生懸命作っている人にしたら、この『バキバキ』写真はやっぱり良い気はしないですよ」「絶対にこの人は、バイオリンを『バキバキ』に折った写真を載せたら怒ってるよ」「俺、ゲームを完全に否定する人間嫌いやねん」「ゲームで感動することもあるんだぜ！」「学ぶこともあるし！」「『私はゲームを最初から最後まで1回でもクリアしたことがあります』と言うんだったら、僕は申し訳ございませんでしたと言ってもいい」「絶対にやってないと思いますね。しょうもないパズルゲームとか、そんなんしかたぶんやったことないと思います」「（ゲームを）えらい下に見てるなと思う」「ゲームをちゃんとクリアしたことがある人間は、こんなバッドエンディングは迎えないけどね！」と分析した。

## 出演

### テレビ
- bay-MX（1997年4月5日 - 9月27日、MXテレビ・bayfm共同制作）- MC。大久保謙作と共演
- 芸術に恋して!（2001年 - 2003年、テレビ東京） - 司会[27]
- 連続テレビ小説 風のハルカ 第16週「音楽祭へようこそ!」（2006年1月、NHK） - グレース芝崎
- 有田哲平と高嶋ちさ子の明日は我がミーティング（2018年3月27日・2018年10月2日、TBSテレビ） - MC[27]
  - 有田哲平と高嶋ちさ子の人生イロイロ超会議（2019年4月22日 - 2020年2月17日、TBSテレビ） - MC[27]
- ザワつく!金曜日（2018年10月11日 - 、テレビ朝日） - MC[27]
- 題名のない音楽会（テレビ朝日） - 不定期[27]
- 一撃解明バラエティ ひと目でわかる!!（2021年10月19日 - 2022年9月6日､  日本テレビ）- ひと目ご意見番[27]

### CM
- ブルボン「ポロフ」（1997年）[28]
- 興和「バンテリンコーワ」
- 本田技研工業「ホンダ・フィットアリア」
- トミー「evio」 - 電子ヴァイオリン。「高嶋ちさ子セレクション」の専用ソフトも発売された[29]。
- NDS
- ローソン「プレミアムロールケーキ」
- ソフトバンク・学割先生「白戸家白熱の授業参観」篇
- 不二ビューティ「たかの友梨ビューティクリニック」
- 東京電力エナジーパートナー「初月ガス代半額キャッシュバック」[30]
- サントリーウエルネス「DHA&EPA+セサミンEX」 - 将棋棋士の羽生善治と共演[31]

### 映画
- 踊る大捜査線 THE MOVIE 2 レインボーブリッジを封鎖せよ!（2003年、東宝公開） - 江戸りつ子の上司 役

### ラジオ
- NDS presents 高嶋ちさ子 Gentle Wind（エフエム愛知） - 毎週金曜日21:30-21:55
- ユウキ食品 presents 高嶋ちさ子 taste of the World（TBSラジオ）- 毎週日曜日18:00-18:30

## 作品

### 高嶋ちさ子名義
シングル
1. CARMEN FANTASY（1997年5月28日）

アルバム
1. めざましクラシックス（2000年5月20日）
2. ニュー・シネマ・パラダイス〜Cinema on Violin（2000年9月21日）
3. 風のとおり道（2000年11月18日）
4. Lovin' You〜Love Songs on Violin（2001年4月21日）
5. めざましクラシックス 2（2001年6月16日）
6. CHISAKO! EARLY BEST! 1995-1998（2001年10月17日）
7. ANGEL'S DREAM 〜IN PARADIUM〜（2001年11月21日）
8. Simba（2002年9月21日）
9. MEZACLA2003（めざクラ2003）〜高嶋ちさ子と仲間たち（2002年12月21日）
10. ARIA高嶋ちさ子 ベスト・コレクション（2003年2月1日）
11. AROUND THE WORLD〜高嶋ちさ子&プラハカメラータ（2003年8月20日）
12. めざましクラシックス・ベスト（2004年6月23日）
13. freedom〜chisako style music（2004年7月21日）
14. CROSSOVER SELECTION〜高嶋ちさ子が提案するヒーリングミュージック（2005年11月2日）
15. CLASSICAL SELECTION〜高嶋ちさ子からはじめるクラシック（2005年11月2日）
16. 12人のヴァイオリニスト（2006年11月22日）
17. ヴァイオリン・ファンタジー（2008年5月21日）
18. 高嶋ちさ子の名曲案内 〜心が10倍豊かになるクラシック〜（2008年10月1日）
19. 高嶋ちさ子 plays ジブリ（2009年6月24日）
20. めざましクラシックス 2010（2010年7月21日）
21. アダージェット 〜マイ・ベスト・クラシカル・メロディーズ〜（2011年4月21日）

1. ロマンティック・メロディーズ 〜マイ・ベスト・クラシックス（2013年9月4日）

1. COLORS〜Best Selection〜（2014年7月2日）
2. 高嶋ちさ子 クラシカル・ベスト（2014年9月17日）
3. めざましクラシックス with フレンズ〜ベスト・ヴォーカリスト〜（2017年5月24日）
4. Strings on Fire（2015年7月1日）
5. 悪魔のロマンス〜Romance Del Diablo〜（2019年6月5日）

### CHOCOLATE FASHION名義
※チェリスト・大藤桂子とのユニット
シングル
1. THE CHARM OF ENGLISH MUFFIN（1996年3月20日）
2. 哀愁のヨーロッパ（1996年9月19日）
3. 黒ネコのタンゴ（1996年10月16日）

アルバム
1. CHOCOLATE FASHION 1（1995年5月24日） ※CHOCOLATE FASHION名義
2. CHOCOLATE MIX（1995年9月27日）※CHOCOLATE FASHION名義
3. ENGLISH MUFFIN（1996年1月31日）
4. 悪魔のロマンス（1996年12月21日）
5. RARE CHOCOLATE（1998年7月8日）

### CHISA&MINO名義
※ピアニスト・加羽沢美濃とのユニット
1. CHISA & MINO（1999年7月17日）
2. CHISA & MINO 2（2001年8月18日）
3. ANNIVERSARY~CHISA&MINO 3（2008年1月23日）

### 参加作品
1. Colorful（収録曲「Orange」のヴァイオリン）（1997年7月16日）
2. 霧笛荘夜話（2005年1月19日〈初回限定盤〉・2月25日〈通常版〉、  日本コロムビア） - ミニアルバム
3. 高嶋ちさ子×池谷裕二プレゼンツ ベイビー・ブレイン・クラシック（2010年2月24日）
4. image 14 quatorze emotional&relaxing（2014年1月29日）
5. SWEET CLASSIC（2015年1月21日）
6. BEST OF THE THREE VIOLINISTS II（2017年3月15日）

## 成績・賞歴
- 1997年 コンチェルトコンペティション入賞